# آمایوئلاس د آریبا
آمایوئلاس د آریبا (به اسپانیایی: Amayuelas de Arriba) یک شهرستان در اسپانیا است که در استان پالنسیا واقع شده‌است.

## خصوصیات
آمایوئلاس د آریبا ۱۰ کیلومترمربع مساحت و ۳۸ نفر جمعیت دارد.